# Табаквит
Табаквит англ. Tabaquite — город в Тринидаде и Тобаго. Расположен в регионе Кува-Табаквит-Талпаро и является одним из трёх городов, его образующих. Население города составляет 3381 человек (2008).
Представителем от города в Парламенте Тринидада и Тобаго сейчас является Суруйраттан Рамбачан.

## Достопримечательности
Табаквит в большинстве своем известен бывшим железнодорожным туннелем Кволли, который является самым длинным на Карибах. Сейчас через него открыто автомобильное и пешеходное движение.
Город является туристическим курортом.